# Marjut Rolig
Anne Marjut Astrid Lukkarinen in Rolig (Lohja, 4 febbraio 1966) è un'ex fondista e dirigente sportiva finlandese.

## Biografia

### Carriera sciistica
In Coppa del Mondo ottenne il primo risultato di rilievo l'8 dicembre 1990 a Tauplitzalm (8ª) e il primo podio il 4 gennaio 1992 a Kavgolovo (2ª).
In carriera prese parte a quattro edizioni dei Giochi olimpici invernali, Albertville 1992 (1ª nella 5 km, 2ª nella 15 km, 10ª nella 30 km, 4ª nell'inseguimento, 4ª nella staffetta) e Lillehammer 1994 (14ª nella 5 km, 8ª nella 30 km, 21ª nell'inseguimento, 4ª nella staffetta), e a due dei Campionati mondiali, vincendo una medaglia.

### Carriera dirigenziale
Dopo il ritiro dalle competizioni è stata membro del Comitato Olimpico Finlandese e della Commissione atleti.

## Palmarès

### Olimpiadi
- 2 medaglie:
  - 1 oro (5 km[2] ad Albertville 1992)
  - 1 argento (15 km[2] ad Albertville 1992)

### Mondiali
- 1 medaglia:
  - 1 bronzo (15 km[2] a Falun 1993)

### Coppa del Mondo
- Miglior piazzamento in classifica generale: 4ª nel 1992
- 2 podi (entrambi individuali[3])[4]:
  - 1 secondo posto
  - 1 terzo posto

## Riconoscimenti
- Atleta finlandese donna dell'anno 1992[1]